# Geloux
Geloux é uma comuna francesa na região administrativa da Nova Aquitânia, no departamento de Landes. Estende-se por uma área de 51,7 km². Em 2010 a comuna tinha 710 habitantes (densidade: 13,7 hab./km²).